# BitlBee
BitlBee ist ein Instant-Messaging-Client. Anders als herkömmliche Clients ist BitlBee jedoch ein Netzwerk-Gateway, der sich dem Benutzer als IRC-Server ausgibt und die Protokolle ICQ, Yahoo Messenger, XMPP und MSN kennt. Nach außen hin verhält sich BitlBee wie jeder andere Instant Messenger, doch die Bedienung ist entscheidend anders:
Der Benutzer nutzt für die Kommunikation einen gewöhnlichen IRC-Client. Über den BitlBee-Server kann er zu den diversen Instant-Messaging-Netzwerken verbinden. Das Benutzerprofil kann auf dem Server permanent gespeichert werden.
Der Vorteil dieses Modells ist, dass jeder beliebige IRC-Client für Instant Messaging genutzt werden kann.

## Öffentliche Server
Wenn man den BitlBee-Server nicht auf einem eigenen Rechner laufen lassen will, kann oder darf, besteht die Möglichkeit, einen öffentlichen BitlBee-Server nutzen, deren Server-spezifische Regelungen jeweils in der MOTD zu finden sind. Einige sind:
- im.bitlbee.org (administriert vom BitlBee-Team)
- testing.bitlbee.org (administriert vom BitlBee-Team, meistens mit dem letzten Snapshot)
- im.kernel-oops.de (Düsseldorf, DE, administriert von LUG), ebenfalls über Web-Browser verwendbar (cgi::irc)
- im.uk.bitlbee.org (London, UK, administriert von Turo Technology LLP, SSL, CGI::IRC)
- im.everdot.org (Europe, administriert von xiando Corp, IPv6 Ready)
- im-usa.everdot.org (NYC, USA, administriert von xiando Corp, IPv6 Ready)

Mehr öffentliche Server sind auf der Webpräsenz von BitlBee zu finden.